# Alphonse Rolland
Alphonse Rolland est un footballeur français. Il est né le 14 septembre 1919 à Forbach, en Lorraine, dans le département de la Moselle et mort le 27 février 2012 à Strasbourg. Il évolue au poste d'attaquant et effectue une carrière de joueur professionnel dans les clubs de Strasbourg, Bordeaux, Nice et Lyon entre 1938 et 1952. Il se reconvertit dans le poste d'entraineur durant cinq saisons à Épinal. 
Au cours de sa carrière, il a évolué dix saisons en première division française, dont trois saisons de guerre, et une saison en deuxième division française.

## Biographie
Le joueur évolue dans les clubs de football de l'US Forbach et de Stiring-Wendel avant de réaliser sa première saison en tant que professionnel, en 1938-1939, avec le Racing Club de Strasbourg. Dès 1939, la guerre éclatant, il est évacué comme bon nombre de frontalier en Charente. Il s'installe à Montmoreau (Sud Charente) où il signe dans le club local (Amicale de la Jeunesse de Montmoreau). Il jouera dans ce club jusqu'à son transfert au girondins en 1942. Il s'y engage durant trois saisons avec lesquels il atteint la finale de Coupe de France 1943. À la fin de la guerre, il rejoint Strasbourg et y reste durant trois saisons, de 1945 à 1948. Le bilan de ses quatre saisons cumulés en Alsace est de cent dix matchs de première division pour quarante-trois buts inscrits et une place de finaliste en Coupe de France 1947. Rolland termine sa carrière par deux saisons à l'OGC Nice puis deux saisons à l'Olympique lyonnais.
L'homme se reconvertit entraîneur du SA Épinal entre les saisons 1957-1958 et 1961-1962. Il prend ses fonctions en Division d'honneur et connait l'ascension en CFA pour sa première saison. Le club y reste trois saisons avant de retourner à l'échelon inférieur où Rolland y effectue une dernière saison sur le banc.

## Palmarès
| Girondins de Bordeaux - Coupe de France (1) : - Vainqueur : 1940-41. - Finaliste : 1942-43. |  | Olympique lyonnais - Championnat de France D2 (1) : - Champion : 1950-51. |

## Statistiques personnelles en championnat et par saison
| Année     | Equipe                | Championnat | Matchs | Buts |
| --------- | --------------------- | ----------- | ------ | ---- |
| 1938-1939 | RC Strasbourg         | Division 1  | 19     | 5    |
| 1940-1941 | AJ Montmoreau         | Amateur     |        |      |
| 1941-1942 | Girondins de Bordeaux | Division 1  | 11     | 5    |
| 1942-1943 | Girondins de Bordeaux | Division 1  | 38     | 22   |
| 1943-1944 | ÉF Bordeaux-Guyenne   | Division 1  | 36     | 17   |
| 1944-1945 | Girondins de Bordeaux | Division 1  | 24     | 14   |
| 1945-1946 | RC Strasbourg         | Division 1  | 31     | 6    |
| 1946-1947 | RC Strasbourg         | Division 1  | 27     | 16   |
| 1947-1948 | RC Strasbourg         | Division 1  | 32     | 16   |
| 1948-1949 | OGC Nice              | Division 1  | 29     | 7    |
| 1949-1950 | OGC Nice              | Division 1  | 24     | 12   |
| 1950-1951 | Olympique lyonnais    | Division 2  | 29     | 13   |
| 1951-1952 | Olympique lyonnais    | Division 1  | 30     | 1    |